# Lill Tove Fredriksen
Lill Tove Fredriksen (* 25. Januar 1971 in Lakselv) ist eine norwegisch-samische Literaturwissenschaftlerin und Hochschullehrerin an der Universität Tromsø.

## Leben und Wirken
Lill Tove Fredriksen stammt aus Leavdnja (norwegisch Lakselv) in der nordnorwegischen Kommune Porsáŋgu (norwegisch Porsanger). Sie studierte Samisch an der Universität Tromsø und legte ihr Masterexamen 1999 ab. In ihrer 2001 als Monographie veröffentlichten Masterarbeit untersuchte sie die traditionellen Gesänge der Seesamen in ihrer Heimatkommune. Von 2000 bis 2005 arbeitete Fredriksen als Fachberaterin (norwegisch Førstekonsulent) und Dolmetscherin für Patienten mit nordsamischer Muttersprache am Universitätsklinikum Nordnorwegen in Tromsø. Zwischen 2005 und 2015 war sie Doktorandin bei Harald Gaski. und arbeitete gleichzeitig als Universitätslektorin für samische Literaturwissenschaft an der Universität Tromsø. Dort disputierte sie am 28. April 2015 mit einer Arbeit über Jovnna-Ánde Vests Romantrilogie Árbbolaččat. Es war erst die vierte Dissertation, die an der Universität Tromsø auf Nordsamisch verteidigt wurde.
Seit 2015 ist sie an derselben Universität als Førsteamanuensis für samische Literaturwissenschaft tätig. Ihre Forschungsinteressen liegen unter anderem auf moderner samischer Prosa sowie indigenen Perspektiven in der Akademia. Zu diesen Themen veröffentlicht sie ebenfalls populärwissenschaftliche Texte in verschiedenen Printmedien und Blogs.
Von 2007 bis 2012 war sie Vorstandsmitglied und seit 2012 Vorsitzende des Verbandes samischer Sachbuchautoren und Übersetzer (nordsamisch Sámi fágagirjjálaš čálliid- ja jorgaleaddjiidsearvi, norwegisch Samisk faglitterær forfatter- og oversetterforening).
Lill Tove Fredriksen lebt in Tromsø.

## Veröffentlichungen (Auswahl)
- Lill Tove Fredriksen: Porsáŋggu lávlagat. Mearrasámi lávlunárbevierru ja olmmošlaš reaškinkultuvra. In: Skriftserie for Senter for samiske studier. Band 10. Universitetet i Tromsø, Tromsø 2001 (nordsamisch).
- Lill Tove Fredriksen: … mun boađán sin maŋis ja joatkkán guhkkelebbui… Birgengoansttat Jovnna-Ánde Vesta románatrilogiijas Árbbolaččat. Dissertation. UiT – Norgga árktalaš universitehta, Romssa 2015 (nordsamisch, uit.no).
- Lill Tove Fredriksen: Imagination and Reality in Sami Fantasy. In: The Arctic in literature for children and young adults. Routledge, London 2020, ISBN 978-0-367-36080-1, S. 135–145 (englisch).